# Oskar Helmerich

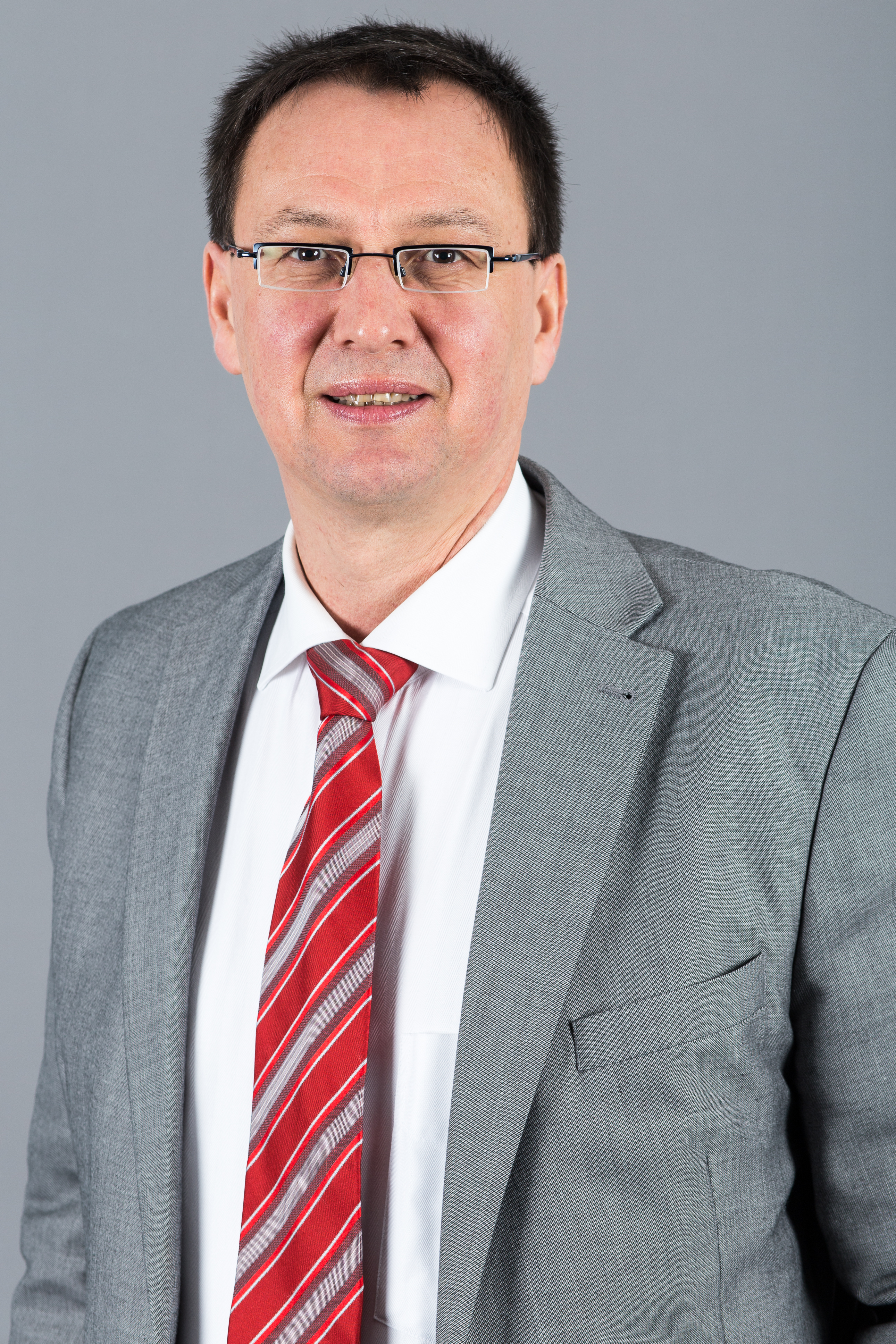
Oskar Helmerich (2016)

Oskar J. Helmerich (* 30. März 1960 in Deggendorf) ist ein ehemaliger deutscher Politiker (dieBasis, ehemals SPD, AfD).
Bei der Landtagswahl 2014 wurde er über die Landesliste der AfD Thüringen in den Thüringer Landtag gewählt, dem er bis 2019 angehörte, ab Mai 2015 als fraktionsloser Abgeordneter. Nach dem Bundesparteitag im Juli 2015 trat er aus der AfD aus. Im April 2016 erfolgte sein Wechsel in die Landtagsfraktion der SPD Thüringen. Am 26. November 2020 erklärte Helmerich mit einem Schreiben an den SPD-Landesvorstand seinen Austritt aus der SPD. Seit 2021 ist er Mitglied der Basisdemokratischen Partei Deutschlands (dieBasis) im Stadtverband Erfurt.

## Leben und Beruf
Helmerich wuchs zunächst in seiner niederbayerischen Geburtsstadt Deggendorf auf. Seine alleinerziehende Mutter war Fußpflegerin, die Großeltern Fabrikarbeiter. Die Familie sei sozialdemokratisch geprägt gewesen und habe die CSU und ihren damaligen Vorsitzenden Franz Josef Strauß klar abgelehnt. Nach einem Umzug mit der Mutter nach Frankfurt am Main besuchte Helmerich ein katholisches Internat und legte dort das Abitur ab. Nach seinem Wehrdienst studierte er Rechtswissenschaften an der Justus-Liebig-Universität Gießen und schloss seine Ausbildung 1991 mit dem zweiten Staatsexamen ab. Seit 1992 ist er als selbstständiger Rechtsanwalt in Erfurt tätig, seit 1995 als Fachanwalt für Strafrecht.

## Politik
Helmerichs Eintritt in die AfD sei durch die Eurokrise und seine Ablehnung der Euro-Rettungsmaßnahmen motiviert gewesen; nationalistische Tendenzen will er in der Partei bis zur Landtagswahl 2014 nicht bemerkt haben. Er war Sprecher des AfD-Kreisverbandes Mittelthüringen. Die Büroräume seiner Anwaltskanzlei wurden in der Anfangszeit der AfD auch als Landesgeschäftsstelle der AfD Thüringen genutzt.
Seit den Kommunalwahlen in Thüringen 2014 war Helmerich Mitglied des Erfurter Stadtrates. Im selben Jahr zog er über die AfD-Landesliste, auf der er auf dem zweiten Platz unmittelbar nach Björn Höcke kandidiert hatte, in den Thüringer Landtag ein. Bis März 2015 gehörte Helmerich dem Landesvorstand der AfD Thüringen an und trat wegen politischer und persönlicher Differenzen zurück. Gemeinsam mit den Abgeordneten Jens Krumpe und dem im April 2015 aus der AfD-Fraktion ausgeschlossenen Siegfried Gentele stellte er sich gegen die vom Landes- und Fraktionsvorsitzenden Björn Höcke initiierte Erfurter Resolution. Am 13. Mai 2015 beschloss seine Fraktion, ihn vorerst von den Fraktionssitzungen auszuschließen, ihm keinen Zugang zu fraktionsinternen Unterlagen mehr zu gewähren und ihm seine Sitze in den Landtagsausschüssen zu entziehen. Als offizielle Begründung gab die Fraktion an, Helmerich habe noch kein Wahlkreisbüro eröffnet, würde Termine nicht wahrnehmen und fraktionsinterne Informationen an die Medien weitergeben. Gemeinsam mit Krumpe und Gentele trat er dem von Parteichef Bernd Lucke gegründeten Verein Weckruf 2015 bei.
Ende Mai 2015 erklärte er seinen Austritt aus der AfD-Landtagsfraktion. Danach drohte ihm der Parteiausschluss. Nach dem Bundesparteitag und dem Austritt von Bernd Lucke Anfang Juli 2015 verließ Helmerich die AfD. Er blieb Mitglied des Thüringer Landtags und gehörte diesem zunächst als fraktionsloser Abgeordneter an.
Anfang April 2016 wurde er in die Erfurter SPD-Stadtratsfraktion aufgenommen. Am 13. April 2016 nahm ihn auch die SPD-Fraktion im Thüringer Landtag als parteiloses Mitglied auf. Dabei stimmten acht der zwölf Abgeordneten für Helmerich; Diana Lehmann und Birgit Pelke stimmten gegen ihn, Marion Rosin und Christoph Matschie nahmen nicht teil. Lehmann erklärte einen Tag nach der Abstimmung ihren Austritt aus dem SPD-Landesvorstand. Im Juni 2016 wurde er Mitglied der SPD.
„Um Wähler zu werben, die zur AfD abgewandert“ seien, lud Helmerich Thilo Sarrazin für den 22. Mai 2019 zu einer Lesung aus dessen Buch Feindliche Übernahme ein. Dieses Ansinnen wurde vom SPD-Landesvorsitzenden Wolfgang Tiefensee zurückgewiesen. Mehrere führende SPD-Mitglieder in Thüringen distanzierten sich von der Veranstaltung.
Im Vorfeld der Wahl des Erfurter Stadtrates im Mai 2019 polarisierte Helmerich mit Wahlplakaten, auf denen die Forderung „Kein Bleiberecht für Gefährder“ abgedruckt war. Der SPD-Kreisverband Weimarer Land forderte deswegen den Parteiaustritt Helmerichs. In einem Schreiben an Helmerich warf der Kreisverband ihm vor, seine „AfD-Gesinnung [...] nie überwunden“ zu haben.
Bei der Landtagswahl in Thüringen im Oktober 2019 kandidierte Helmerich im Wahlkreis Saale-Orla-Kreis II für die SPD; mit einem Ergebnis von 6,0 % gelang ihm der erneute Einzug in den Landtag jedoch nicht.
Am 26. November 2020 verließ Helmerich die SPD. Er begründete dies gegenüber dem Landesvorstand damit, er könne mit den politischen und gesellschaftlichen Themen der SPD die Verabschiedung des Infektionsschutzgesetzes §28a IfSG mit den Stimmen von SPD-Abgeordneten im Bundestag nicht mehr in Einklang bringen.